# Lieja-Bastoña-Lieja 1913
La Lieja-Bastogne-Lieja 1913 fue la 8.ª edición de la clásica ciclista Lieja-Bastoña-Lieja. La carrera se disputó el domingo 6 de julio de 1913, sobre un recorrido de 237 km. El vencedor final fue el belga Maurice Moritz, que al esprint a los también belgas Alphonse Fonson y Hubert Noel. Esta edición fue abierta a los ciclistas independentes.  

## Clasificación final
| Posición | Ciclista          | Equipo | Tiempo   |
| -------- | ----------------- | ------ | -------- |
| 1        | Maurice Moritz    | -      | 7h23'00" |
| 2        | Alphonse Fonson   | -      | s.t.     |
| 3        | Hubert Noel       | -      | s.t.     |
| 4        | Omer Collignon    | -      | s.t.     |
| 5        | René Vermandel    | -      | s.t.     |
| 6        | Gilles Laubenthal | -      | s.t.     |
| 7        | Herman Braine     | -      | s.t.     |
| 8        | Lucien Buysse     | -      | s.t.     |
| 9        | Jules Halleux     | -      | s.t.     |
| 10       | Camille Rossart   | -      | s.t.     |